# Waldstadion Gießen
Das Waldstadion Gießen (auch Waldsportplatz) ist ein Fußballstadion im Osten der mittelhessischen Stadt Gießen. Die 1925 eröffnete städtische Sportanlage befindet sich nahe dem Universitätssportgelände am Kugelberg. Die Zufahrt erfolgt von der Grünberger Straße.

## Geschichte
Das Stadion wurde 1925 eröffnet. In den 1950er Jahren beanspruchten die US-Amerikaner als Besatzungsmacht unter anderem die Volkshalle, den Fußballplatz am Philosophenwald und auch den Waldsportplatz für sich.
Am 18. August 1957 bestritt der VfB 1900 das erste Heimspiel auf dem erstmals ausgebauten Waldsportplatz, der eine vergrößerte Spielfläche, eine Stehtribüne und Platz für 15.000 Zuschauer bot. Das Stadion wurde zum Hessentag 1969, der in Gießen stattfand, erneut ausgebaut.

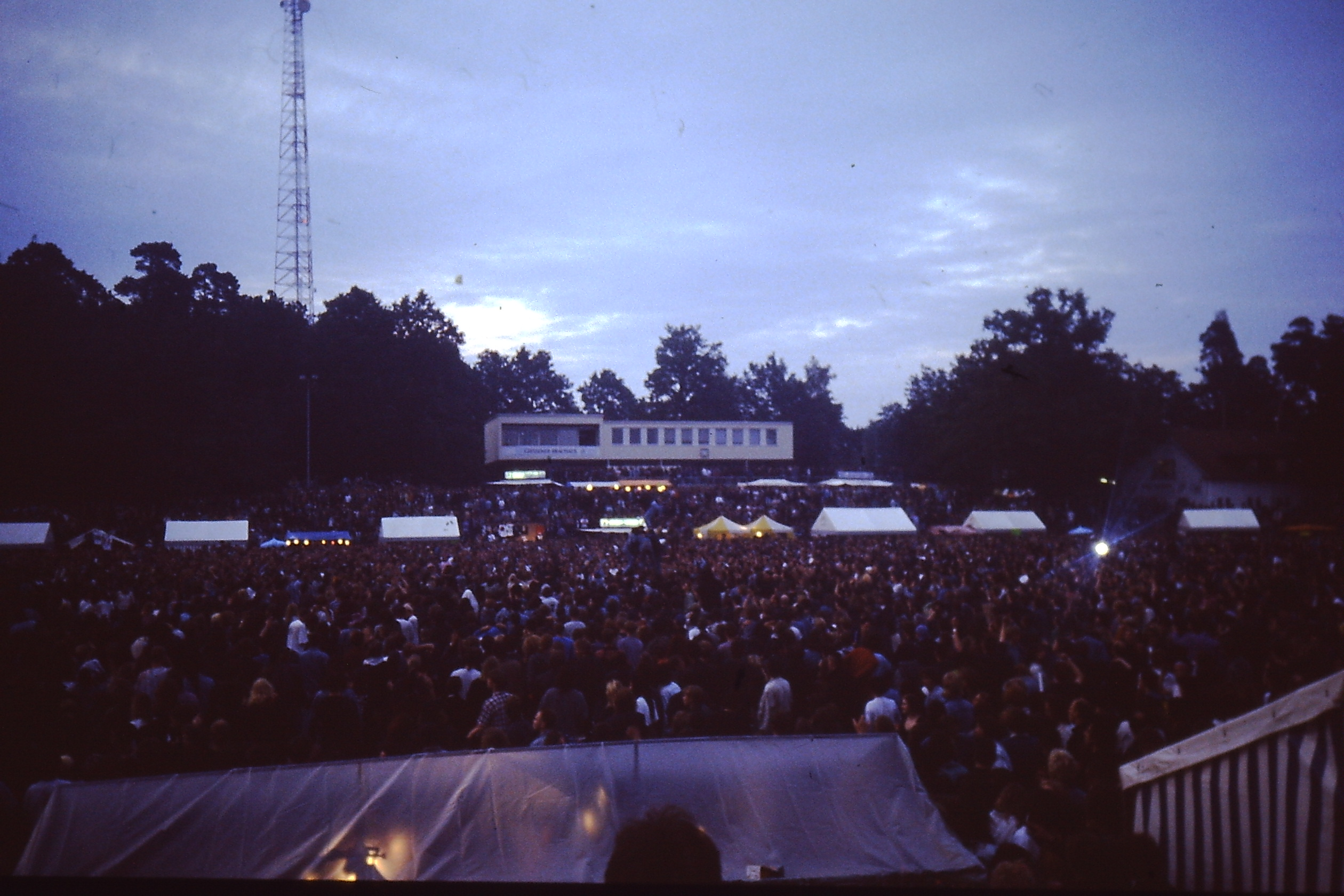
Das Bizarre-Festival fand am 29./30. Juni 1991 im Gießener Waldstadion statt

In der Vergangenheit fanden im Waldstadion unter anderem Fußballspiele der DFB-Junioren statt. Im Jahr 2006 spielte eine Bezirksauswahl aus Gießen im Rahmen der Bundesligavorbereitung gegen die Profimannschaft von Borussia Dortmund. Außerdem war das Stadion früher Veranstaltungsort für größere Veranstaltungen im Raum Gießen, wie z. B. 1991 das Bizarre-Festival.
2014 wurde die Leichtathletikanlage mit einer 400-m-Laufbahn, zwei Weitsprunggruben, einem Kugelstoßring und dem Bereich für Hochsprung aus Kostengründen zurückgebaut.
Das Stadion wird seit 2019 vom FC Gießen als Erbbauberechtigter genutzt, zuvor hatte der VfB Gießen dieses Recht inne.

## Ausstattung und Nutzung
Das Stadion verfügt über eine Kapazität von 4999 Zuschauern. Diese verteilen sich auf die überdachte Sitzplatztribüne (645 Plätze) sowie die nicht überdachten Stehplätze (4.354 Plätze). Hinter den Toren sind keine Tribünen errichtet, jedoch wird dieser Bereich für Stehplätze genutzt.
Seit der Saison 2018/19 ist das Stadion Heimspielstätte des FC Gießen für seine Heimspiele in der Fußball-Hessenliga und der Regionalliga Südwest. Durch das Engagement des FC Gießen verspricht sich die Stadt die Chance, das Waldstadion den aktuellen Anforderungen für höherklassigen Fußball anzupassen. Im August 2018 wurde dazu ein Nutzungsvertrag zwischen dem FC Gießen und dem Magistrat der Stadt über das Waldstadion unterzeichnet mit dem Ziel, bis zum Jahresende einen langfristig gültigen Erbbaurechtsvertrag abzuschließen.
Weiterhin werden hier die Heimspiele der Gießen Golden Dragons in der German Football League 2 ausgetragen.